# Carlos López Puccio
Carlos López Puccio (Rosario, 9 de octubre de 1946) es un director de orquesta y coros, multiinstrumentista y humorista argentino. Es integrante del conjunto de música y humor Les Luthiers y fundador y director del Estudio Coral de Buenos Aires, por lo que obtuvo dos Premios Konex, uno de ellos de Platino, como mejor director de coro de la década en Argentina. Miembro de número de la Academia Nacional de Bellas Artes

## Biografía
Carlos López Puccio nació el 9 de octubre de 1946, en Rosario (provincia de Santa Fe). Desde chico tuvo inclinación por la música. Según él mismo comenta:
Mi interés por la música surgió porque a mi hermano mayor le gustaba la música clásica y solía comprar discos. No era un gran melómano, pero gracias a él, a los siete u ocho años, escuchaba música y juntaba plata para comprarme discos.
A los diez años quise aprender violín. Fue un impulso totalmente personal, no sé de dónde salió. Mis padres me dejaron, no les parecía mal. Más adelante, toqué la viola da gamba en el conjunto Pro Música de Rosario.
Muchos años después, cuando quise transformar mi interés por la música en una carrera, tuve que negociar con mi familia. Yo quería ser director de orquesta; mis padres querían que yo tuviera un título universitario. La opción, entonces, era estudiar dirección orquestal en la Universidad. Así fue como me mudé a la ciudad de La Plata. En su Universidad la dirección orquestal tenía carácter de licenciatura.
Se licenció en dirección orquestal en la Universidad Nacional de La Plata en 1971. En 1969 fundó el grupo vocal Nueve de Cámara (1969-1979), que gozó de mucho prestigio entre los aficionados a la música coral de esa década. Pocos meses después ingresó a Les Luthiers como violinista, pero no fue considerado un integrante del grupo con plenos derechos hasta casi dos años después.
La Legislatura de la Ciudad de Buenos Aires lo declaró Personalidad Destacada de la Cultura en 2005 y Ciudadano Ilustre en 2007. En 2006 recibió el Premio a la Trayectoria del Fondo Nacional de las Artes. En 2007 fue nombrado comendador de número de la Orden de Isabel la Católica, concedida por el Gobierno de España. En 2012 le fue otorgada la nacionalidad española por carta de naturaleza. En 2017 recibió el Premio Princesa de Asturias y fue nombrado doctor honoris causa por la Universidad de Buenos Aires.

## Les Luthiers
En 1967 le proponen ingresar a Les Luthiers, pero por tener que realizar el servicio militar, no pudo aceptarlo. Luego ya en 1969, López Puccio ingresó a Les Luthiers, pero en carácter de empleado contratado. Como tal, recibía instrucciones y cumplía un horario. No tenía voz ni voto. Su única función era tocar el violín y cantar.
En 1970 Les Luthiers hizo su primera grabación: Sonamos, pese a todo (que no se lanzaría sino hasta un año después), en la que López Puccio participó como intérprete y director de orquesta. A principios de 1971, se le invitó a ser parte estable de la agrupación y entonces compuso su primera obra para el conjunto, "Voglio entrare per la finestra". Poco después, en colaboración con Jorge Maronna, compuso la letra y música de dos canciones nuevas, "Bolero de Mastropiero" y "Pieza en forma de tango", que fueron de las más populares de su repertorio en aquellos primeros años.
Por su formación académica fue normalmente el compositor clásico y coral del grupo. Así, Gerardo Masana lo eligió para orquestar y dirigir su obra fundacional, la "Cantata Laxatón", grabada en 1973. Aunque algunos de sus compañeros escribirían partituras sinfónicas, López Puccio seguiría oficiando como director de orquesta en las grabaciones, como en "Teresa y el oso" (compuesta por Ernesto Acher) y "El lago encantado" (compuesta por Jorge Maronna). La grabación de la ópera Cardoso en Gulevandia fue el único caso en el que López Puccio, que dirigió orquesta, solistas y coro, reunió a Les Luthiers con el Estudio Coral, que interpreta la parte coral de la obra.
López Puccio es también responsable de la letra y música de canciones y textos escénicos del grupo. Sus colaboraciones con Maronna dieron por muchos años parte de la diversidad que el grupo requería. Algunas piezas que cantan a dúo son "Rock del amor y la paz" (1973), "Sólo necesitamos" (1983), "Una canción regia" (1985) y "Los jóvenes de hoy en día" (1999).
Aunque inicialmente ejecutaba casi exclusivamente instrumentos de arco, con el tiempo fue incorporando otros como bajo eléctrico, piano, percusión y algunos instrumentos informales.

### Instrumentos

#### Informales

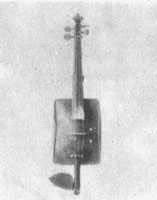
Latín, principal instrumento de Carlos López Puccio

- Cellato
- Cello legüero
- Contrachitarrone da gamba
- Latín
- Lirodoro
- Violata
- Alambique encantador
- Bocineta
- Corneta de asiento
- Manguelódica pneumática
- Tubófono silicónico cromático
- Yerbomatófono
- Dactilófono
- Shoephone o Zapatófono
- Tablas de lavar
- Exorcítara

#### Formales
- Violín
- Bajo
- Armónica
- Kazoo
- Melódica
- Bombo
- Bombo legüero
- Caja china
- Cencerro
- Claves
- Maracas
- Pandereta
- Hi-hat
- Redoblante
- Rototom
- Teclado
- Piano

## Actividad musical fuera de Les Luthiers
Fuera de Les Luthiers, y además de su actividad como director coral, ha dirigido óperas, entre ellas, Orfeo y Eurídice (de Christoph Willibald Gluck, Buenos Aires 1987/1988), La Traviata(de Verdi, 1988), Alceste (de Gluck, Teatro Argentino de La Plata, 2003) y "Armide" (de Gluck, Teatro Colón de Buenos Aires, 2004)
En 1981 fundó, y dirige hasta hoy, el Estudio Coral de Buenos Aires. El grupo, integrado por 30 cantantes de nivel profesional, ha recibido elogiosos comentarios de la crítica especializada. Federico Monjeau, por ejemplo, afirmó que "el Estudio redefinió la práctica coral en el país, en términos de nivel interpretativo y de repertorio"
Fue director del Coro Polifónico Nacional de Argentina entre 2000 y 2003, período en el que el organismo presentó un muy extenso repertorio sinfónico-coral y a cappella. Su actuación fue destacada por la crítica. Entre otras obras la Pasión según San Mateo, de Bach, los Requiem de Mozart, Verdi, Faure y Duruflé, "Gloria" de Poulenc; "Cuatro Canciones Sacras", de Verdi, Misa Solemnis, y Novena sinfonía, de Beethoven; Te Deum de Bruckner; "La Demoiselle Elue" de Debussy; "Las campanas", de Rajmáninov; Pasión según San Juan, de Antonio Russo;, Tucumán de Felipe Boero, "De Terra Galega" de Juan José Castro, etc.
Fue consejero artístico del Teatro Colón entre 2002 y 2004.